# نرم‌افزار ریاضی
نرم‌افزار ریاضی (به انگلیسی: Mathematical software) گونه‌ای نرم‌افزار است که برای کاربردهای ریاضی تهیه می‌شود.

## نرم‌افزار جبری کامپیوتری
این گونه نرم‌افزار توانائی عمل بر فرمول‌های نمادی جبری و حل معادلات رایج ریاضی را دارد. از معروف‌ترین این نرم‌افزارها مت‌لب و ماتماتیکا و نرم‌افزار جبری میپل است. برخی از این نرم‌افزارها اهداف مهندسی دارند همانند Maple و Matlab و برخی از این نرم‌افزارهای ریاضی جنبه آموزشی دارند همانند نرم‌افزار ریاضی استاد که البته با توجه به اهدافشان قابلیت‌های خاص خود را دارند. به‌طور مثال نرم‌افزار ریاضی استاد روش رسیدن به پاسخ مسئله را به صورت تشریحی بیان می‌دارد حال آنکه نرم‌افزار Matlab و … به جواب نهایی بسنده می‌نمایند.
البته هم‌اکنون سایتهایی طراحی شده‌اند که شما می‌توانید به تنهایی و رایگان پاسخ تشریحی مسایل را
همچون نرم‌افزار استاد ببینید با این تفاوت که بخش‌های زیادی هر روزه به آن‌ها افزوده می‌شوند در حالی
که شما برای رفع مشکلات احتمالی نرم‌افزارها باید هر چند وقت یک با نسخه جدیدی از آن‌ها را تهیه کنید.

## نرم‌افزار آماری
این نرم‌افزارها برای انواع محاسبات آماری به‌کار می‌رود. اس‌پی‌اس‌اس و اس‌آاس معروف‌ترین نرم‌افزارهای آماری است.

## نرم‌افزار آنالیز عددی
این نرم‌افزارها معمولاً به صورت کتابخانه روال‌ها عرضه می‌شود و شامل انواع روال‌های آنالیز عددی به زبان‌های فرترن یا سی است که برنامه‌نویسان می‌توانند از آن‌ها در برنامه‌های خود استفاده کنند. کتابخانه علمی گنو یکی از این مجموعه روال‌ها است که به رایگان در دسترس قرار دارد.